# 紅晴美
紅 晴美（くれない はるみ、1953年12月26日 - ）は、福島県出身の日本の女性歌手。

## 人物
福島県いわき市出身。4人兄弟の末っ子。炭鉱町で育ったが、炭鉱の閉鎖後は厳しい生活を送る。演歌界では珍しい「シンガー・ソングライター」でもあり、作詞・作曲を行う。2002年からは福島で、2010年からは東京でもレギュラーのラジオ番組を担当。

## 略歴
- いわき市内の高校卒業後、上京。
- 1983年 某レストランの男性と結婚するが、ほどなくして離婚。その1年後7歳年下の男性と再婚。1男1女をもうける。また埼玉県内にマイホームを購入。現在は埼玉を拠点に福島や東京へ移動している。
- 1994年 晴美の娘の友人の伝手で作曲家と出会う。各地の歌唱大会で8回のグランドチャンピオンを獲得。後に独立する。
- 2001年 鏡五郎にラジオ福島の仕事を紹介される。1回限りのピンチヒッターであったが、局のディレクターが興味を示し、後にレギュラーパーソナリティとなる。
- 2009年 「涙の岬」でメジャーデビュー。
- 同じころ、ニッポン放送の白川プロデューサーが別番組にゲスト出演した晴美に興味を抱く。その後2010年からは首都圏でもレギュラー番組を務めるようになる。
- 2011年 東北地方太平洋沖地震により被災。当時、地元のいわき市においてコンサートを行う予定で、大きな揺れと津波に襲われた。
- 2013年6月4日、NHK総合『NHK歌謡コンサート』に出演。

## ディスコグラフィー

### 自主制作盤
1. 雪の里（c/w 女のぐい呑み）（1995年7月26日）
2. 行ってらっしゃい男船（c/w 夢ふたり）（1997年9月26日）
3. 明日花（c/w 北情話）（2000年3月23日）
4. じゃんがら恋唄（c/w 夢桜）（2004年10月21日）
5. Love Songs（涙がかれるまで ／都忘れ／千の風になって）（2007年3月20日）

### メジャーデビュー以降

#### シングル
1. 涙の岬（c/w エンヤラコラセ～負けないよ～）（2009年4月1日）
2. じゃんがら恋唄（c/w まさかの坂）（2009年7月1日）
3. あんた（c/w 祝歌）（2010年6月16日）
4. ドッコイ夫婦節（c/w ど根情桜）（2011年10月26日）
5. 安波さまの唄（c/w 人生五分と五分）（2013年4月24日）
6. 二度惚れ（c/w 人情酒場）（2014年4月23日）
7. 人生まだまだ（c/w 蝶々みたいに）（2015年6月29日）

#### アルバム
1. 紅 晴美 ふるさとを唄う（2012年11月28日）
2. ベストアルバム～人生まだまだ～（2016年1月20日）

## 出演

### ラジオ
- かっとびワイド「気分上々! カガちゃん一座」 （火曜13:00 - 15:00　ラジオ福島）
  - 番組の前身タイトルは「ほら出たカガちゃん」
  - 2014年3月末でレギュラー出演終了
  - 2014年4月からは月1回のゲスト出演
- ラジオ福島 ラジオ・チャリティー・ミュージックソン　（2009年・2010年　ラジオ福島）
  - 2011年夏 ラジオ・チャリティー・ミュージックソン スペシャル（2011年8月）
- 上柳昌彦 ごごばん!（2010年10月 - 2011年12月・水曜13:00 - 17:40　ニッポン放送）
- 垣花正と那須恵理子 あなたとハッピー!内「それゆけハッピー! 外はおまかせ」（2012年4月 - コーナー出演 10:15頃 - 10:22前後　ニッポン放送）
- 紅晴美のみんな元気になーれ!（2016年1月 - ・木曜5:10 - 5:20　アール・エフ・ラジオ日本）

### テレビ
- 主役は福島!みんなのテレビ（2010年度、NHK福島放送局）
関あつし（みちのくボンガーズ）、合原明子との“みんテレ!トリオ”で県内の人気を博すも、震災の影響で番組自体が休止に追い込まれた。